# Идеално Аз
В психоанализата терминът идеален Аз е „образ на перфектната същност към която аз-а се стреми“. Фройд предписва точно определена цел на психоанализата: „да улесни Аза в постепенното му завоюване на То". Преходът от То към Аза се извършва по два различни пътя. Първият е директен, а вторият преминава през идеалния Аз, който представлява „реактивна формация срещу инстинктивните процеси на То\". Според Д. Лагаш идеалният Аз може да се определи като идеал за лично всемогъщество и неуязвимост, произлизащ пряко от първичния нарцисизъм на детето.